# 515년

## 연호
- 남량(南梁) 천감(天監) 14년
- 북위(北魏) 연창(延昌) 4년

## 기년
- 남량(南梁) 무제(武帝) 14년
- 북위(北魏) 선무제(宣武帝) 16년
- 신라(新羅) 법흥왕(法興王) 2년
- 고구려(高句麗) 문자명왕(文咨明王) 25년
- 백제(百濟) 무령왕(武寧王) 15년